# Castelbaldo
Castelbaldo – miejscowość i gmina we Włoszech, w regionie Wenecja Euganejska, w prowincji Padwa.
Według danych na rok 2016 gminę zamieszkiwało 1549 osób, 113,1 os./km².